# The Mean One
The Mean One es una película de terror-cómica navideña estadounidense de 2022 dirigida por Steven LaMorte y escrita por Flip y Finn Kobler. La película es una parodia de terror del libro infantil de 1957 ¡Cómo el Grinch robó la Navidad! escrito por Dr. Seuss, y es protagonizada por David Howard Thornton como el personaje epónimo, con Krystle Martin, Chase Mullins, John Bigham, Erik Baker, Flip Kobler y Amy Schumacher en papeles secundarios. Sigue a una mujer joven en una misión para defender su ciudad de una criatura humanoide homicida verde que se desboca durante la temporada navideña. Debido a que la película es una parodia no autorizada, nunca usa el lenguaje del libro original.
La película fue anunciada el 7 de octubre de 2022 por XYZ Films, que colaboró con A Sleight of Hand Productions, Amy Rose Productions y Kali Pictures en la producción de la película. Es la cuarta adaptación cinematográfica de la historia; el primero es el especial de televisión de 1966, el segundo es el largometraje de acción en vivo de 2000 y el tercero es la película animada por computadora de 2018. La película fue estrenada en cines en los Estados Unidos el 9 de diciembre de 2022 por Atlas Film Distribution y recibió reseñas negativas de los críticos.

## Sinopsis
En el tranquilo pueblo de montaña de Villa Nueva, la joven Cindy Quien-Usted-Sabe fue testigo del asesinato de su madre por el Malvado, una criatura sedienta de sangre de piel verde vestida con un traje rojo de Papá Noel. Veinte años después, Cindy y su padre regresan al pueblo por sugerencia del terapeuta de Cindy. El monstruo voraz pronto comienza a aterrorizar a la ciudad y amenaza con arruinar las vacaciones. Ella encuentra un nuevo propósito al detener y matar a la bestia.

## Reparto
- David Howard Thornton como The Mean One
- Krystle Martin como Cindy You-Know-Who
  - Saphina Chanadet como Cindy joven
- Chase Mullins como Detective Burke
- John Bigham como Doc Zeus
- Erik Baker como Sheriff Hopper
- Flip Kobler como Lou You-Know-Who
- Amy Schumacher como Alcaldesa McBean
- Tina Van Berk	como Sra. You-Know-Who
- Victoria Ippolito	como Emily

## Producción
El 7 de octubre de 2022, XYZ Films anunció que estaba colaborando con A Sleight of Hands Productions, Amy Rose Productions y Kali Pictures en la distribución de una parodia no autorizada del libro infantil de 1957 del Dr. Seuss ¡Cómo el Grinch robó la Navidad!, que tendría lugar en un escenario de terror.
El 23 de noviembre de 2022, se anunció que la película debutaría en los cines el 9 de diciembre de 2022, cortesía de Atlas Film Distribution, y XYZ Films ya no participaría en el estreno de la película.

## Marketing
El 24 de noviembre de 2022 se lanzó un póster oficial. El avance de la película se lanzó el 28 de noviembre de 2022.

## Estreno
The Mean One se estrenó en cines en los Estados Unidos el 9 de diciembre de 2022.